# Międzyregionalna Grupa Deputowanych
Międzyregionalna Grupa Deputowanych (ros. Межрегиональная депутатская группа) – jedna z opozycyjnych grup politycznych pod koniec istnienia ZSRR.
Grupę Międzyregionalną zawiązało w 1989 r. ok. 250 posłów Zjazdu Deputowanych Ludowych o poglądach liberalnych. Jej członkami byli m.in. Andriej Sacharow, Borys Jelcyn, Jurij Afanasjew, Gawriił Popow i Wiktar Karniejenka. Grupa uznawana jest za pierwszą legalną opozycję polityczną w Związku Radzieckim.
Pierwsze zebranie organizacyjne grupy odbyło się w pokoju nr 102 Domu Naukowca.
Grupa ta wysunęła alternatywny wobec partii komunistycznej program dotyczący wszystkich dziedzin życia państwa i społeczeństwa. Żądano m.in. likwidacji monopolu własności państwowej i uznania własności prywatnej, likwidacji wszystkich ograniczeń w działalności gospodarczej i finansowej przedsiębiorstw, decentralizacji władzy i gospodarki oraz realnej niezależności republik związkowych. Wskazywano także na konieczność zagwarantowania wolności słowa i wyznania, a także wprowadzenie systemu wielopartyjnego.